# Port lotniczy o znaczeniu federalnym
Port lotniczy o znaczeniu federalnym – pojęcie wprowadzone ustawą federalną nr 254-FЗ z 13 lipca 2015, uzupełniającą rozdział 40 Kodeksu Powietrznego Federacji Rosyjskiej o punkt 8. Stanowi on, iż port lotniczy o znaczeniu federalnym to port niezbędny dla organizacji łączności powietrznej pomiędzy miastami o znaczeniu federalnym – Moskwą, Petersburgiem, Sewastopolem i centrami administracyjnymi (stolicami) republik, krajów, obwodów, obwodów i okręgów autonomicznych Federacji Rosyjskiej (podstawowymi jednostkami administracyjnymi), jak również port międzynarodowy. Spis portów lotniczych o znaczeniu federalnym zatwierdza rząd Federacji Rosyjskiej.
W 2021 spośród 91 rosyjskich portów lotniczych status znaczenia federalnego otrzymały porty miast o znaczeniu federalnym Moskwa i Petersburg (Sewastopol nie posiada portu lotniczego), 57 międzynarodowych portów lotniczych w stolicach podstawowych jednostek administracyjnych, 13 portów lotniczych nie posiadających statusu międzynarodowych w stolicach podstawowych jednostek administracyjnych i 17 międzynarodowych portów lotniczych poza stolicami podstawowych jednostek administracyjnych.
| L.p. | Nazwa portu lotniczego             | Siedziba portu lotniczego | Rodzaj portu lotniczego                                                         | Status portu lotniczego |
| ---- | ---------------------------------- | ------------------------- | ------------------------------------------------------------------------------- | ----------------------- |
| 1    | Port lotniczy Abakan               | Abakan                    | port lotniczy centrum administracyjnego (stolicy) podmiotu Federacji Rosyjskiej | międzynarodowy          |
| 2    | Port lotniczy Ugolny               | Anadyr                    | port lotniczy centrum administracyjnego (stolicy) podmiotu Federacji Rosyjskiej | międzynarodowy          |
| 3    | Port lotniczy Witiaziewo           | Anapa                     |                                                                                 | międzynarodowy          |
| 4    | Port lotniczy Tałagi               | Archangielsk              | port lotniczy centrum administracyjnego (stolicy) podmiotu Federacji Rosyjskiej | międzynarodowy          |
| 5    | Port lotniczy Narimanowo           | Astrachań                 | port lotniczy centrum administracyjnego (stolicy) podmiotu Federacji Rosyjskiej | międzynarodowy          |
| 6    | Port lotniczy Michajłowka          | Barnauł                   | port lotniczy centrum administracyjnego (stolicy) podmiotu Federacji Rosyjskiej | międzynarodowy          |
| 7    | Port lotniczy Biełgorod            | Biełgorod                 | port lotniczy centrum administracyjnego (stolicy) podmiotu Federacji Rosyjskiej | międzynarodowy          |
| 8    | Port lotniczy Ignatjewo            | Błagowieszczeńsk          | port lotniczy centrum administracyjnego (stolicy) podmiotu Federacji Rosyjskiej | międzynarodowy          |
| 9    | Port lotniczy Brack                | Brack                     |                                                                                 | międzynarodowy          |
| 10   | Port lotniczy Briańsk              | Briańsk                   | port lotniczy centrum administracyjnego (stolicy) podmiotu Federacji Rosyjskiej | międzynarodowy          |
| 11   | Port lotniczy Kniewiczi            | Władywostok               | port lotniczy centrum administracyjnego (stolicy) podmiotu Federacji Rosyjskiej | międzynarodowy          |
| 12   | Port lotniczy Biesłan              | Władykaukaz               | port lotniczy centrum administracyjnego (stolicy) podmiotu Federacji Rosyjskiej | międzynarodowy          |
| 13   | Port lotniczy Gumrak               | Wołgograd                 | port lotniczy centrum administracyjnego (stolicy) podmiotu Federacji Rosyjskiej | międzynarodowy          |
| 14   | Port lotniczy Wołogda              | Wołogda                   | port lotniczy centrum administracyjnego (stolicy) podmiotu Federacji Rosyjskiej |                         |
| 15   | Port lotniczy Czertowickoje        | Woroneż                   | port lotniczy centrum administracyjnego (stolicy) podmiotu Federacji Rosyjskiej | międzynarodowy          |
| 16   | Port lotniczy Gornoałtajsk         | Gornoałtajsk              | port lotniczy centrum administracyjnego (stolicy) podmiotu Federacji Rosyjskiej |                         |
| 17   | Port lotniczy Siewierny            | Grozny                    | port lotniczy centrum administracyjnego (stolicy) podmiotu Federacji Rosyjskiej | międzynarodowy          |
| 18   | Port lotniczy Kolcowo              | Jekaterynburg             | port lotniczy centrum administracyjnego (stolicy) podmiotu Federacji Rosyjskiej | międzynarodowy          |
| 18.1 | Port lotniczy Żukowskij            | Obwód moskiewski          |                                                                                 | międzynarodowy          |
| 19   | Port lotniczy Jużny                | Iwanowo                   | port lotniczy centrum administracyjnego (stolicy) podmiotu Federacji Rosyjskiej |                         |
| 20   | Port lotniczy Iżewsk               | Iżewsk                    | port lotniczy centrum administracyjnego (stolicy) podmiotu Federacji Rosyjskiej |                         |
| 21   | Port lotniczy Irkuck               | Irkuck                    | port lotniczy centrum administracyjnego (stolicy) podmiotu Federacji Rosyjskiej | międzynarodowy          |
| 22   | Port lotniczy Joszkar-Oła          | Joszkar-Oła               | port lotniczy centrum administracyjnego (stolicy) podmiotu Federacji Rosyjskiej |                         |
| 23   | Port lotniczy Kazań                | Kazań                     | port lotniczy centrum administracyjnego (stolicy) podmiotu Federacji Rosyjskiej | międzynarodowy          |
| 24   | Port lotniczy Chrabrowo            | Królewiec                 | port lotniczy centrum administracyjnego (stolicy) podmiotu Federacji Rosyjskiej | międzynarodowy          |
| 25   | Port lotniczy Grabcewo             | Kaługa                    | port lotniczy centrum administracyjnego (stolicy) podmiotu Federacji Rosyjskiej | międzynarodowy          |
| 26   | Port lotniczy Kiemierowo           | Kemerowo                  | port lotniczy centrum administracyjnego (stolicy) podmiotu Federacji Rosyjskiej | międzynarodowy          |
| 27   | Port lotniczy Pobiediłowo          | Kirow                     | port lotniczy centrum administracyjnego (stolicy) podmiotu Federacji Rosyjskiej |                         |
| 28   |                                    |                           |                                                                                 |                         |
| 29   | Port lotniczy Sokierkino           | Kostroma                  | port lotniczy centrum administracyjnego (stolicy) podmiotu Federacji Rosyjskiej |                         |
| 30   | Port lotniczy Paszkowski           | Krasnodar                 | port lotniczy centrum administracyjnego (stolicy) podmiotu Federacji Rosyjskiej | międzynarodowy          |
| 31   | Port lotniczy Krasnojarsk          | Krasnojarsk               | port lotniczy centrum administracyjnego (stolicy) podmiotu Federacji Rosyjskiej | międzynarodowy          |
| 32   | Port lotniczy Kurgan               | Kurgan                    | port lotniczy centrum administracyjnego (stolicy) podmiotu Federacji Rosyjskiej |                         |
| 33   | Port lotniczy Wostoczny            | Kursk                     | port lotniczy centrum administracyjnego (stolicy) podmiotu Federacji Rosyjskiej | międzynarodowy          |
| 34   | Port lotniczy Kyzył                | Kyzył                     | port lotniczy centrum administracyjnego (stolicy) podmiotu Federacji Rosyjskiej |                         |
| 35   | Port lotniczy Lipieck              | Lipieck                   | port lotniczy centrum administracyjnego (stolicy) podmiotu Federacji Rosyjskiej | międzynarodowy          |
| 36   | Port lotniczy Sokoł                | Magadan                   | port lotniczy centrum administracyjnego (stolicy) podmiotu Federacji Rosyjskiej | międzynarodowy          |
| 37   | Port lotniczy Slepcowska           | Magas                     | port lotniczy centrum administracyjnego (stolicy) podmiotu Federacji Rosyjskiej |                         |
| 38   | Port lotniczy Magnitogorsk         | Magnitogorsk              |                                                                                 | międzynarodowy          |
| 39   | Port lotniczy Ujtasz               | Machaczkała               | port lotniczy centrum administracyjnego (stolicy) podmiotu Federacji Rosyjskiej | międzynarodowy          |
| 40   | Port lotniczy Mineralnyje Wody     | Mineralne Wody            |                                                                                 | międzynarodowy          |
| 41   | Port lotniczy Wnukowo              | Moskwa                    | port lotniczy miasta o znaczeniu federalnym                                     | międzynarodowy          |
| 42   | Port lotniczy Domodiedowo          | Moskwa                    | port lotniczy miasta o znaczeniu federalnym                                     | międzynarodowy          |
| 43   | Port lotniczy Szeremietiewo        | Moskwa                    | port lotniczy miasta o znaczeniu federalnym                                     | międzynarodowy          |
| 44   | Port lotniczy Murmańsk             | Murmańsk                  | port lotniczy centrum administracyjnego (stolicy) podmiotu Federacji Rosyjskiej | międzynarodowy          |
| 45   | Port lotniczy Nalczyk              | Nalczyk                   | port lotniczy centrum administracyjnego (stolicy) podmiotu Federacji Rosyjskiej | międzynarodowy          |
| 46   | Port lotniczy Narjan-Mar           | Narjan-Mar                | port lotniczy centrum administracyjnego (stolicy) podmiotu Federacji Rosyjskiej |                         |
| 47   | Port lotniczy Niżniewartowsk       | Niżniewartowsk            |                                                                                 | międzynarodowy          |
| 48   | Port lotniczy Biegiszewo           | Niżniekamsk               |                                                                                 | międzynarodowy          |
| 49   | Port lotniczy Strigino             | Niżny Nowogród            | port lotniczy centrum administracyjnego (stolicy) podmiotu Federacji Rosyjskiej | międzynarodowy          |
| 50   | Port lotniczy Spiczenkowo          | Nowokuźnieck              |                                                                                 | międzynarodowy          |
| 51   | Port lotniczy Tołmaczewo           | Nowosybirsk               | port lotniczy centrum administracyjnego (stolicy) podmiotu Federacji Rosyjskiej | międzynarodowy          |
| 52   |                                    |                           |                                                                                 |                         |
| 53   | Port lotniczy Centralny (Omsk)     | Omsk                      | port lotniczy centrum administracyjnego (stolicy) podmiotu Federacji Rosyjskiej | międzynarodowy          |
| 54   | Port lotniczy Centralny (Orenburg) | Orenburg                  | port lotniczy centrum administracyjnego (stolicy) podmiotu Federacji Rosyjskiej | międzynarodowy          |
| 55   | Port lotniczy Orsk                 | Orsk                      |                                                                                 | międzynarodowy          |
| 56   | Port lotniczy Ostafjewo            | Ostafjewo                 |                                                                                 | międzynarodowy          |
| 57   | Port lotniczy Penza                | Penza                     | port lotniczy centrum administracyjnego (stolicy) podmiotu Federacji Rosyjskiej |                         |
| 58   | Port lotniczy Bolszoje Sawino      | Perm                      | port lotniczy centrum administracyjnego (stolicy) podmiotu Federacji Rosyjskiej | międzynarodowy          |
| 59   | Port lotniczy Pietrozawodsk        | Pietrozawodsk             | port lotniczy centrum administracyjnego (stolicy) podmiotu Federacji Rosyjskiej | międzynarodowy          |
| 60   | Port lotniczy Jelizowo             | Pietropawłowsk Kamczacki  | port lotniczy centrum administracyjnego (stolicy) podmiotu Federacji Rosyjskiej | międzynarodowy          |
| 61   | Port lotniczy Buchta Prowidienija  | Prowidienija              |                                                                                 | międzynarodowy          |
| 62   | Port lotniczy Kriesty              | Psków                     | port lotniczy centrum administracyjnego (stolicy) podmiotu Federacji Rosyjskiej | międzynarodowy          |
| 63   |                                    |                           |                                                                                 |                         |
| 64   |                                    |                           |                                                                                 |                         |
| 64.1 | Port lotniczy Płatow               | Rostów nad Donem          | port lotniczy centrum administracyjnego (stolicy) podmiotu Federacji Rosyjskiej | międzynarodowy          |
| 65   | Port lotniczy Sabietta             | Sabietta                  |                                                                                 | międzynarodowy          |
| 66   | Port lotniczy Salechard            | Salechard                 | port lotniczy centrum administracyjnego (stolicy) podmiotu Federacji Rosyjskiej |                         |
| 67   | Port lotniczy Kurumocz             | Samara                    | port lotniczy centrum administracyjnego (stolicy) podmiotu Federacji Rosyjskiej | międzynarodowy          |
| 68   | Port lotniczy Pułkowo              | Petersburg                | port lotniczy miasta o znaczeniu federalnym                                     | międzynarodowy          |
| 69   | Port lotniczy Sarańsk              | Sarańsk                   | port lotniczy centrum administracyjnego (stolicy) podmiotu Federacji Rosyjskiej | międzynarodowy          |
| 70   |                                    |                           |                                                                                 |                         |
| 70.1 | Port lotniczy Gagarin              | Saratów                   | port lotniczy centrum administracyjnego (stolicy) podmiotu Federacji Rosyjskiej | międzynarodowy          |
| 71   | Port lotniczy Symferopol           | Symferopol                | port lotniczy centrum administracyjnego (stolicy) podmiotu Federacji Rosyjskiej | międzynarodowy          |
| 72   | Port lotniczy Adler                | Soczi                     |                                                                                 | międzynarodowy          |
| 73   | Port lotniczy Szpakowskoje         | Stawropol                 | port lotniczy centrum administracyjnego (stolicy) podmiotu Federacji Rosyjskiej | międzynarodowy          |
| 74   | Port lotniczy Surgut               | Surgut                    |                                                                                 | międzynarodowy          |
| 75   | Port lotniczy Syktywkar            | Syktywkar                 | port lotniczy centrum administracyjnego (stolicy) podmiotu Federacji Rosyjskiej | międzynarodowy          |
| 75.1 | Port lotniczy Donskoje             | Tambow                    | port lotniczy centrum administracyjnego (stolicy) podmiotu Federacji Rosyjskiej |                         |
| 76   | Port lotniczy Bogaszewo            | Tomsk                     | port lotniczy centrum administracyjnego (stolicy) podmiotu Federacji Rosyjskiej | międzynarodowy          |
| 77   | Port lotniczy Roszczino            | Tiumeń                    | port lotniczy centrum administracyjnego (stolicy) podmiotu Federacji Rosyjskiej | międzynarodowy          |
| 78   | Port lotniczy Muchino              | Ułan Ude                  | port lotniczy centrum administracyjnego (stolicy) podmiotu Federacji Rosyjskiej | międzynarodowy          |
| 79   | Port lotniczy Baratajewka          | Uljanowsk                 | port lotniczy centrum administracyjnego (stolicy) podmiotu Federacji Rosyjskiej | międzynarodowy          |
| 80   | Port lotniczy Wostoczny            | Uljanowsk                 | port lotniczy centrum administracyjnego (stolicy) podmiotu Federacji Rosyjskiej | międzynarodowy          |
| 81   | Port lotniczy Ufa                  | Ufa                       | port lotniczy centrum administracyjnego (stolicy) podmiotu Federacji Rosyjskiej | międzynarodowy          |
| 82   | Port lotniczy Nowy                 | Chabarowsk                | port lotniczy centrum administracyjnego (stolicy) podmiotu Federacji Rosyjskiej | międzynarodowy          |
| 83   | Port lotniczy Chanty-Mansyjsk      | Chanty-Mansyjsk           | port lotniczy centrum administracyjnego (stolicy) podmiotu Federacji Rosyjskiej | międzynarodowy          |
| 84   | Port lotniczy Czeboksary           | Czeboksary                | port lotniczy centrum administracyjnego (stolicy) podmiotu Federacji Rosyjskiej | międzynarodowy          |
| 85   | Port lotniczy Bałandino            | Czelabińsk                | port lotniczy centrum administracyjnego (stolicy) podmiotu Federacji Rosyjskiej | międzynarodowy          |
| 86   | Port lotniczy Czerepowiec          | Czerepowiec               |                                                                                 | międzynarodowy          |
| 87   | Port lotniczy Kadała               | Czyta                     | port lotniczy centrum administracyjnego (stolicy) podmiotu Federacji Rosyjskiej | międzynarodowy          |
| 88   | Port lotniczy Elista               | Elista                    | port lotniczy centrum administracyjnego (stolicy) podmiotu Federacji Rosyjskiej | międzynarodowy          |
| 89   | Port lotniczy Chomutowo            | Jużnosachalińsk           | port lotniczy centrum administracyjnego (stolicy) podmiotu Federacji Rosyjskiej | międzynarodowy          |
| 90   | Port lotniczy Jakuck               | Jakuck                    | port lotniczy centrum administracyjnego (stolicy) podmiotu Federacji Rosyjskiej | międzynarodowy          |
| 91   | Port lotniczy Tunoszna             | Jarosław                  | port lotniczy centrum administracyjnego (stolicy) podmiotu Federacji Rosyjskiej | międzynarodowy          |